# 源季実
源 季実（みなもと の すえざね）は、平安時代後期の武将。諱は末実とも記される。文徳源氏、周防守・源季範の次男。官位は従五位下・河内守。周防判官と呼ばれる。

## 略歴
左衛門少尉・検非違使尉を歴任。父・季範が鳥羽法皇に仕える北面武士だった関係もあり、保元元年（1156年）の保元の乱に際しては後白河天皇の麾下に入り、始め淀路の警護に当たる。本戦において崇徳上皇方が総崩れになると、宇治路を固めて南都軍の備えに当たり、また藤原教長・源成雅の逮捕や、斬首された源為義の首実検、捕虜となった源為朝の護送といった戦後処理を担当した。
しかし乱の直後、信西の天王寺参詣の供を辞退したことから、官位を剥奪され篭居する。このため、平治元年（1159年）の平治の乱においては藤原信頼・源義朝に同心して信西を討ち取り、一時的に従五位下・河内守に任ぜられる。しかし、やがて平清盛の反撃に逢い敗走。官を解かれた上で嫡子・季盛と共に捕らえられ斬首された。

## 系譜
- 父：源季範
- 母：下毛野敦俊の娘
- 妻：不詳
  - 男子：源季盛（?-1160）
  - 男子：源季道
  - 男子：源季重
  - 女子：官人信景の妻